# Meteoro (P-41)
El Meteoro (P-41) es un patrullero de altura de la Armada Española y el primero de los Buques de Acción Marítima construidos.

## El buque
El Meteoro (P-41), es el primero de los BAM, buques modulares, adaptados a distintos propósitos sobre una base común, y pertenece en concreto al tipo patrullero de altura.

## Historial

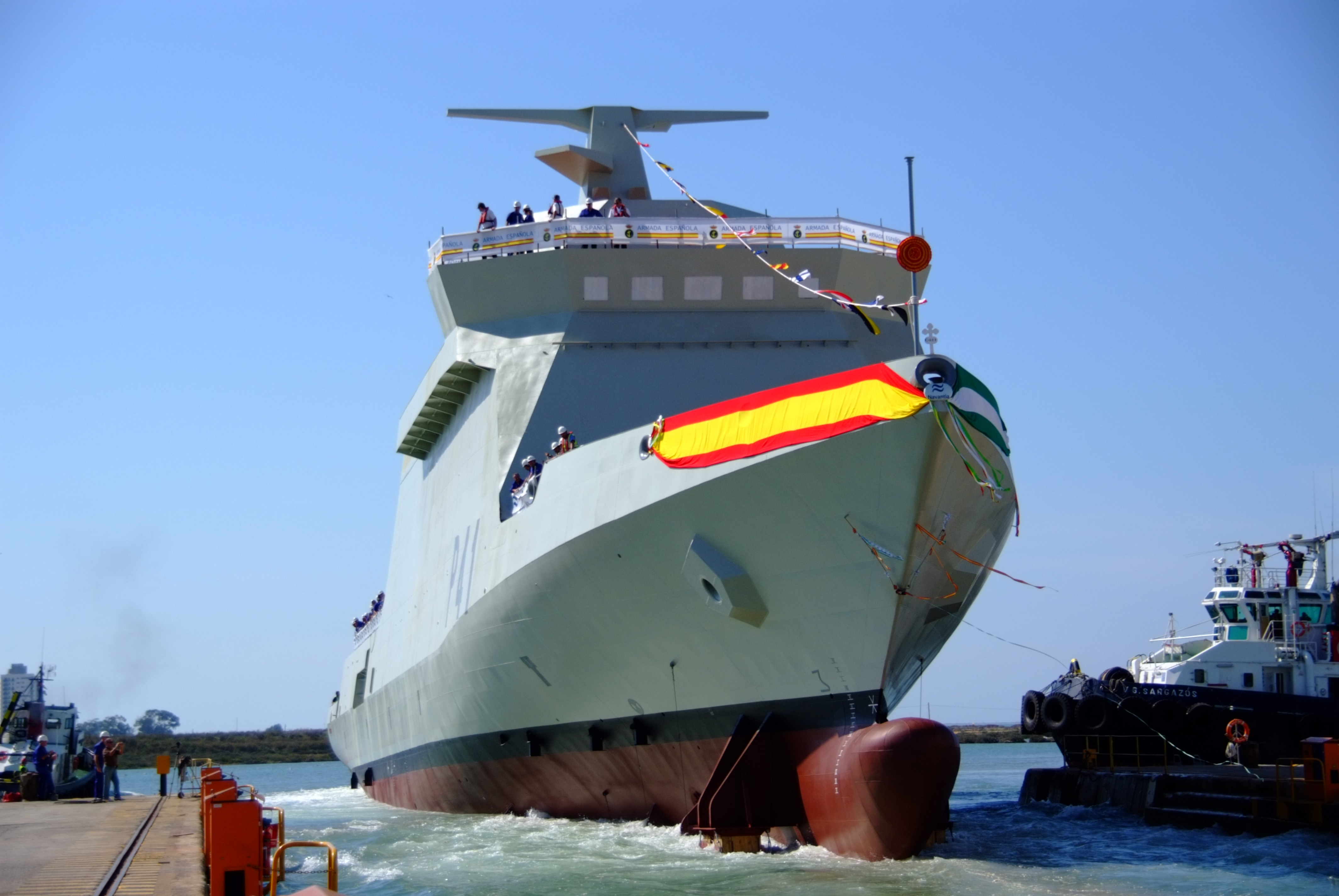
Botadura del Meteoro en San Fernando

### Construcción y entrega
Su construcción se inició el 4 de octubre de 2007 con el corte de la primera chapa y se colocó su primer módulo sobre la grada el 13 de marzo de 2009 en el astillero de San Fernando-Puerto Real.
Fue botado el viernes 16 de octubre de 2009, amadrinado por la ministra de Economía Elena Salgado, con la anécdota de que el buque se deslizó por la grada 11 minutos antes de la hora prevista, cuando la ceremonia apenas había comenzado.
El viernes 28 de enero de 2011, realizó satisfactoriamente sus pruebas de mar en aguas de la bahía de Cádiz, previas a su entrega a la Armada, finalizándo sus últimas pruebas en julio de 2011. Mientras efectuaba reparaciones menores en el astillero de San Fernando, un cabo primero fue hallado muerto en su interior con un disparo en la cabeza. Se entregó a la armada en la base de Rota en presencia de la ministra de defensa Carme Chacón el 28 de julio de 2011.

### Década de 2010
Bajo el mando del capitán de corbeta David Fernández-Portal Díaz del Río, el 22 de agosto, arribó al arsenal militar de Las Palmas de Gran Canaria, donde permaneció hasta el 5 de septiembre, cuando retornó a la península para iniciar la certificación de sus equipos y sistemas. En octubre de 2011, se desplazó hasta Cartagena para su evaluación y adiestramiento de la dotación, dirigiéndose posteriormente a Alicante, arribando el 4 de noviembre, donde al día siguiente, el Príncipe de Asturias, asistió a su bordo a la salida de la Volvo Ocean Race, señalada mediante una salva de cañón del Meteoro, tras lo cual puso rumbo a la ciudad condal, para participar en los actos de 50.ª edición de la Semana Náutica de Barcelona. Tras finalizar la Semana Náutica de Barcelona, se dirigió a la Escuela Naval Militar de Marín, a donde arribó el 23 de noviembre para realizar allí varias pruebas, y zarpar desde allí al día siguiente.
Finalizó su crucero de resistencia por el Atlántico y el Mediterráneo el 19 de diciembre de 2011, cuando arribó a su base en el Arsenal de Las Palmas, tras haber tocado, además de los puertos ya referidos, Lisboa, Vigo, Palma de Mallorca, Mahón y Argel, donde fue visitado por 40 oficiales de la Armada de Argelia.
El 7 de junio, retornó a su base en Las palmas de Gran Canaria tras finalizar su periodo de calificaciones operativas y adiestramientos, pasando a considerarse desde ese momento como plenamente operativo.
El 17 de julio de 2013, zarpó desde su base en Las Palmas de Gran Canaria, para incorporarse a la Operalción Atalanta de lucha contra la piratería en el Índico en sustitución de la Numancia, en un despliegue previsto de cuatro meses. Entre el 1 y el 3 de diciembre, fue relevado en Yibuti por el  Tornado, para iniciar a continuación viaje de retorno a España, y arribar a su base en Las Palmas el 22 de diciembre de 2013
El 20 de marzo de 2014 mientras participaba en un ejercicio rutinario de izado de cargas a unas 23 millas al suroeste de Fuerteventura, se estrelló el helicóptero Súper-Puma del escuadrón 802 del Servicio Aéreo de Rescate del Ejército del Aire con el que participaba en el citado ejercicio. Pudo rescatar a uno de los 5 tripulantes de la aeronave. El 21 de abril de 2014, participó en las tareas de búsqueda y rescate, participando por parte de la empresa Phoenix International y de los cuerpos de dos de sus tripulantes, así como el traslado de los citados restos mortales hasta el Arsenal de Las Palmas.
En abril de 2015 participó en las tareas de limpieza del vertido de hidrocarburos en aguas canarias provocado por el hundimiento del pesquero ruso Oleg Naydenov. En la noche del 16 al 17 de mayo de 2015 participó en la detención de un antiguo buque pesquero, transformado en buque de recreo, que transportaba 1800 kg de cocaína a bordo.
En agosto de 2015 se incorporó a la vigésimo primera rotación de la operación Atalanta de lucha contra la piratería en aguas del índico. A finales de noviembre, emprendió viaje de retorno a España haciendo escala en los puertos de Dar es Salaam (Tanzania), Ciudad del Cabo (Sudáfrica) y Luanda (Angola).
Entre el 27 de mayo y el 9 de junio de 2017, participó como buque de mando en el Spanish Minex 2017, un ejercicio de guerra contra minas multinacional en aguas de Baleares, en el que participaron catorce buques de siete países
El 1 de abril de 2018 zarpó desde su base en Canarias para incorporarse a la operación Atalanta de lucha contra la piratería en el cuerno de África.

### Década de 2020
En enero de 2020 participó en la búsqueda del pesquero desaparecido Ruamar. A finales de septiembre de 2020, participó en la operación conjunta Goleta-Gratil con la agencia tributaria y la policía nacional, en la que se interceptaron cuatro veleros que transportaban 35 toneladas de hachís. Al Meteoro le correspondió capturar frente a Mauritania al velero Amaalta, de bandera alemana , que transportaba 4500 kg.
En febrero de 2021 realizó labores de patrulla en el estrecho de gibraltar junto al patrullero de la Armada Marroquí Raïs al Mounastiti (P-322)
El 12 de enero de 2022 se integra como buque de mando en la Agrupación Permanente de Medidas Contraminas número 2 de la OTAN (SNMCMG-2), en la que permanecerá los próximos seis meses.

### Buques de la clase
- Rayo (P-42)
- Relámpago (P-43)
- Tornado (P-44)
- Audaz (P-45)
- Furor (P-46)